# Charles Rosen
Charles Rosen (5 de mayo de 1927 - 9 de diciembre de 2012, Nueva York, Estados Unidos) fue un pianista y teórico musical estadounidense. 
Rosen llevó adelante una doble carrera. Como pianista virtuoso apareció en numerosos recitales y presentaciones con orquesta por todo el mundo, y grabó varias obras del siglo XX invitado por los compositores, en los que se incluyen obras de Ígor Stravinski, Elliott Carter y Pierre Boulez.
Rosen también fue autor de muchos libros sobre música ampliamente admirados. Quizás el más famoso de todos es The Classical Style (El estilo clásico), que analiza la naturaleza y la evolución del alto estilo clásico como fue desarrollado por Joseph Haydn, Wolfgang Amadeus Mozart y Ludwig van Beethoven. Sonata Forms es en cierto modo una continuación de The Classical Style; es un análisis intensivo de la forma musical primaria usada en la era clásica. The Romantic Generation cubre la obra de la primera generación de compositores románticos, entre ellos Frédéric Chopin, Franz Liszt, Robert Schumann y Felix Mendelssohn.
El polifacético Rosen también publicó en otras áreas de humanidades: Romanticism and Realism: The Mythology of Nineteenth-Century Art y Romantic Poets, Critics, and Other Madmen. 
Rosen fue a lo largo del tiempo escalado posiciones como profesor universitario. Tuvo un Ph.D. en Literatura Francesa de la Universidad de Princeton, y enseñaba en Harvard, Universidad de Oxford y la Universidad de Chicago.
Fue un contribuyente regular en The New York Review of Books.
Charles Rosen falleció el 9 de diciembre de 2012 en Nueva York.